# 日本武道空手玄和会
日本武道空手玄和会（にほんぶどうからてげんわかい）は、南郷継正が創始した空手団体。

## 概要
南郷継正を中心に錬武会の一部と千葉大学や埼玉大学の空手部によって設立された空手団体で、南郷継正を事実上の宗家とする一流一派の会派団体である。
大学空手部への普及に力を入れ、防具付き空手団体の中では加盟している大学空手部数が最も多い。南郷の著書『武道の理論 』を会派内での空手の基本理論としている。防具は日本空手道錬武会でかつて用いられていたカラテクターを現在も使用し、拳サポーター、面、胴を着用する。
組手競技ルールも日本空手道錬武会を踏襲し技あり二つ先取であるが、2004年より、空手の試合ルールとしては珍しく上段蹴りを禁止している。

## 関連書
- 『空手道綱要―基本技 上達の構造』南郷継正　監修、三一書房〈三一新書〉、1992年（原著1977年）。ISBN 4380920135。
- 学城（学問への道）
  - 橘美伽「武道空手（闘う体技）における約束組手の過程的構造」『学城（学問への道）』第5号、現代社、2008年、ISBN 978-4-87474-133-7。
  - 橘美伽、加納哲邦（校閲）「武道空手とは何か、その中で護身武道空手とはどのような位置付けであるべきか」『学城（学問への道）』第6号、現代社、2009年、166-197頁、ISBN 978-4-87474-135-1。
  - 橘美伽「「武道空手とは何か、その中で護身武道空手とはどのような位置付けであるべきか」を踏まえた質問に答える（上）―護身武道空手の理解を深め、 かつ主体的な人生を生き抜くために」『学城（学問への道）』第5号、現代社、2010年、161-199頁、ISBN 978-4-87474-138-2。